# 科尔泰区
科尔泰区（法語：arrondissement de Corte）是法国科西嘉大区上科西嘉省的一个区。总面积2853.4平方公里，总人口59243，人口密度21人/平方公里（2018年）。主要城镇为科尔泰。

## 辖区
科尔泰区辖有158个市镇。